# Bahnhof Yoyogi-Uehara
Der Bahnhof Yoyogi-Uehara (jap. 代々木上原駅, Yoyogi-Uehara-eki) ist ein Bahnhof in der japanischen Hauptstadt Tokio. Er befindet sich im Bezirk Shibuya und wird von der Bahngesellschaft Odakyū Dentetsu betrieben. Ebenso ist er eine U-Bahn-Endstation.

## Verbindungen
Yoyogi-Uehara ist ein Durchgangsbahnhof an der Odakyū Odawara-Linie von Shinjuku nach Odawara, die von der Bahngesellschaft Odakyū Dentetsu betrieben wird. Gleichzeitig ist er die westliche Endstation der Chiyoda-Linie der U-Bahn Tokio. Hier halten sämtliche auf der Odawara-Linie fahrenden Nahverkehrs- und Eilzüge. Die Eilzuggattungen Junkyū (Semi Express) und Tsūkin-junkyū (Commuter Semi Express) verkehren nicht ab und nach Shinjuku, sondern werden – von Isehara her kommend – in Yoyogi-Uehara zur Chiyoda-Linie durchgebunden. Gemeinsam mit den U-Bahnen fahren sie daraufhin ostwärts bis Ayase und wechseln dort auf die Jōban-Linie nach Abiko oder Toride. Die östliche Endstation aller U-Bahnen ist Kita-Ayase.
Der zwischen Yoyogi-Uehara und Shin-Yurigaoka gelegene Abschnitt ist mit mehr als 30 Zügen je Stunde der am stärksten genutzte der Odawara-Linie. Zu den bereits genannten Eilzügen kommen die ab Shinjuku verkehrenden Kyūkō (Express), Kaisoku-kyūkō (Rapid Express) und Tsūkin-kyūkō (Commuter Express) hinzu; Ziele sind Odawara, Fujisawa, Katase-Enoshima und Karakida. Nahverkehrszüge mit Halt an allen Bahnhöfen fahren in der Regel zwischen Shinjuku und Hon-Atsugi. Einzelne zuschlagspflichtige Romancecar-Schnellzüge wechseln in Yoyogi-Uehara ebenfalls auf die Chiyoda-Linie und fahren bis Kita-Senju. Sie legen hier jeweils einen Betriebshalt ein, um das Zugspersonal zu wechseln; Fahrgäste steigen jedoch nicht ein oder aus.

## Anlage
Der Bahnhof steht auf einem Viadukt an der Grenze zwischen den Stadtteilen Nishihara im Norden und Uehara im Süden, die beide zum Tokioter Bezirk Shibuya gehören. In der Nähe befinden sich der Hauptsitz der JASRAC, das Museum des Komponisten Masao Koga und die Moschee Tokyo Camii. Die Anlage ist von Nordosten nach Südwesten ausgerichtet und besitzt vier Gleise, die alle dem Personenverkehr dienen. Diese liegen an zwei vollständig überdachten Mittelbahnsteigen. Den U-Bahn-Zügen sowie jenen Züge, die durchgebunden werden, sind die beiden inneren Gleise vorbehalten. Auf den äußeren Gleisen fahren die Züge von und nach Shinjuku. Die inneren Gleise führen zu einer zweigleisigen Abstellanlage einige hundert Meter weiter westlich, wo Gleiswechsel das Wenden der U-Bahn-Züge ermöglichen.
Das Empfangsgebäude ist unter dem Viadukt angeordnet, das von beiden Seiten her zugängliche Erdgeschoss dient gleichzeitig als Fußgängerunterführung. Treppen, Aufzüge und Rolltreppen führen hinauf zu einem Zwischengeschoss sowie zu den Bahnsteigen im dritten Stockwerk. Die beiden unteren Geschosse enthalten rund zwei Dutzend Läden des Einkaufszentrums Acord, das im Besitz der Odakyu Group ist.
Im Fiskaljahr 2019 zählte die Odakyū Dentetsu durchschnittlich 283.238 Fahrgäste täglich.

## Bilder

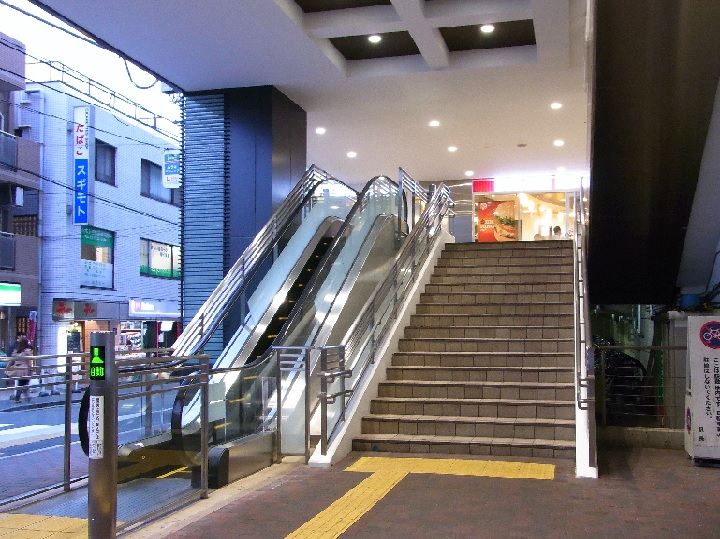
Rolltreppe beim Nordausgang
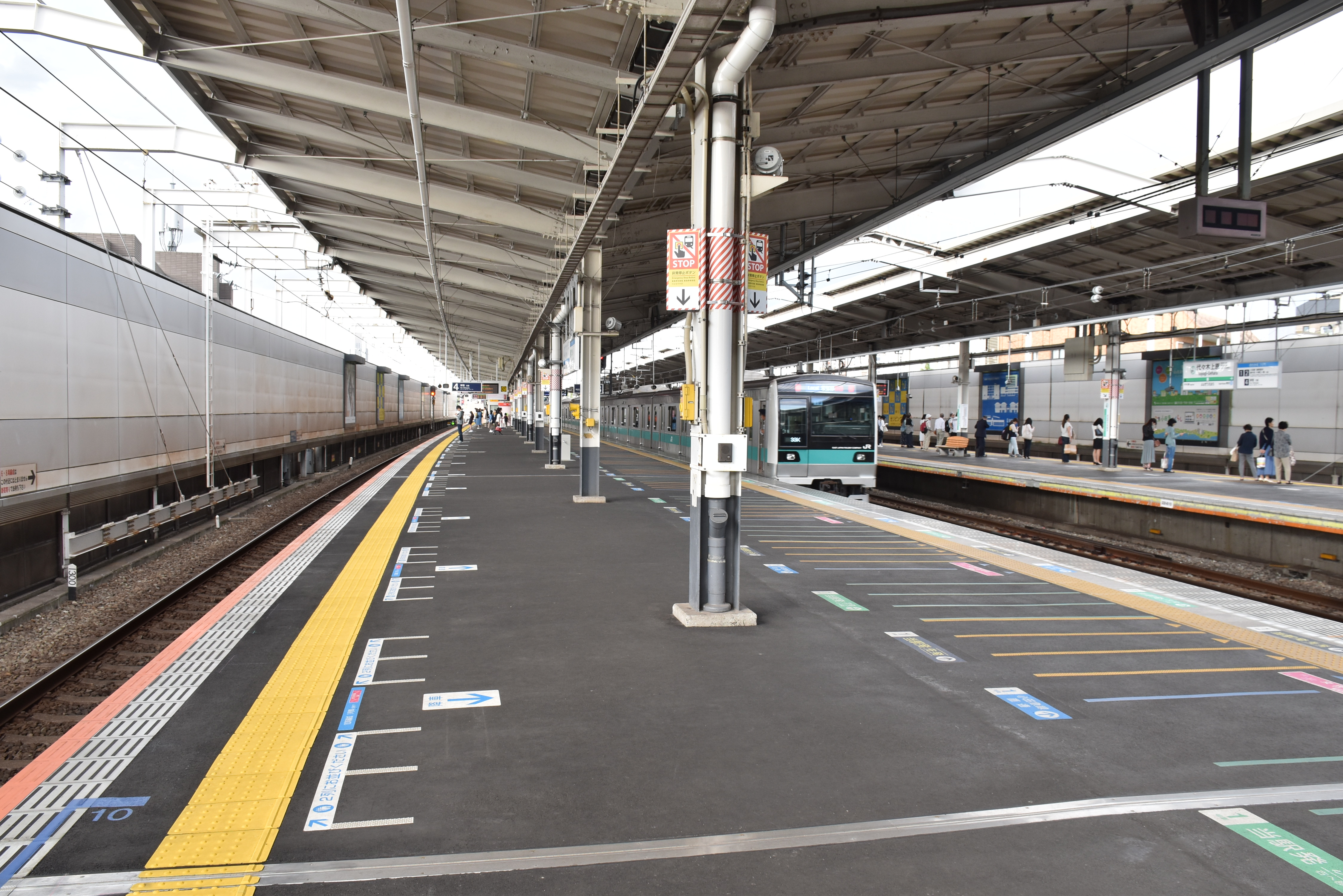
Bahnsteige
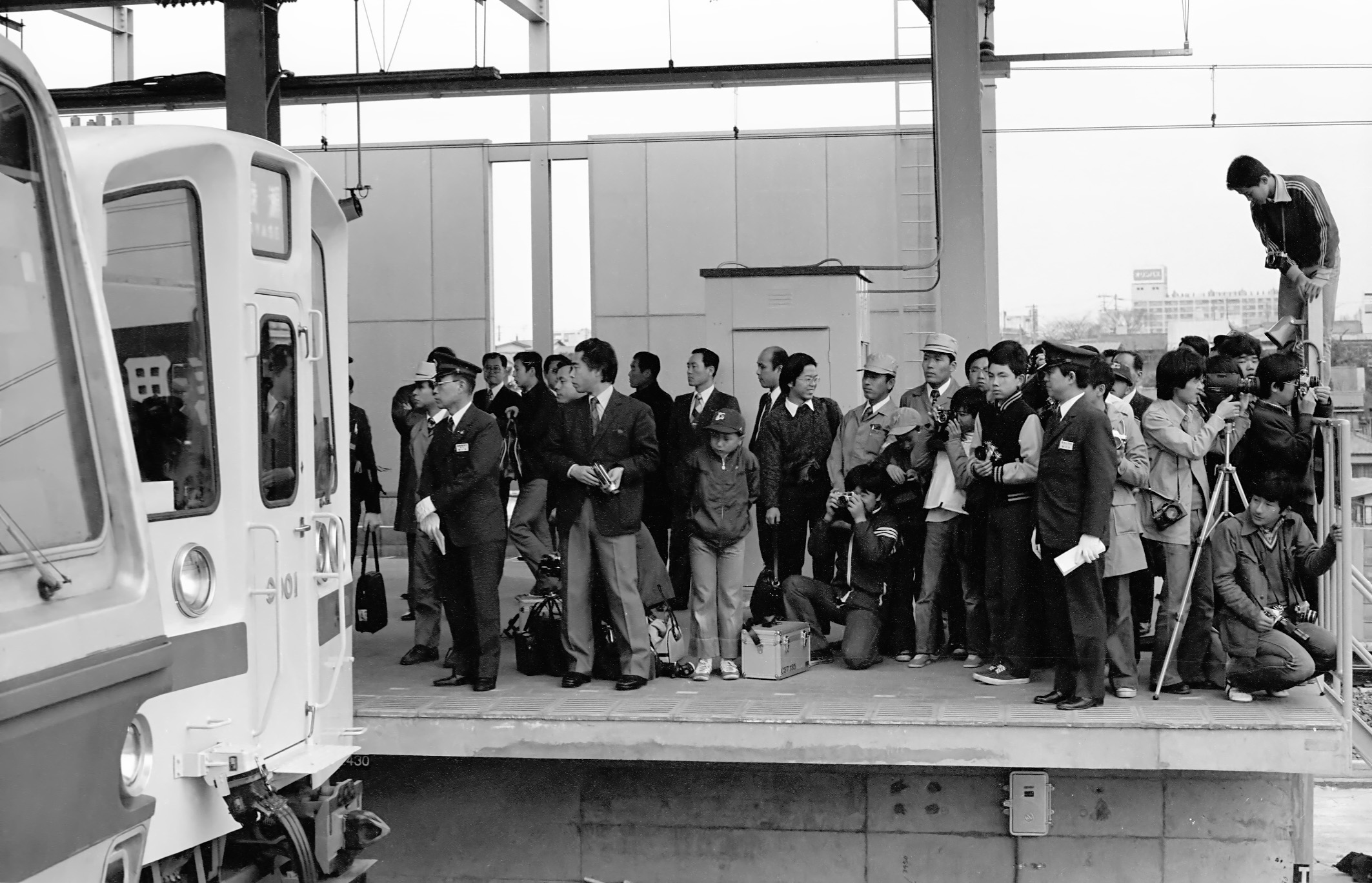
Eröffnung der U-Bahn-Verlängerung (1978)

## Gleise
| 1 | ▉ Odakyū Odawara-Linie | Odawara • Hakone-Yumoto • Karakida • Katase-Enoshima |
| 2 | ▉ Odakyū Odawara-Linie | (durchgebundene Züge von der Chiyoda-Linie)          |
| 2 | Chiyoda-Linie          | (hier endende U-Bahn-Züge)                           |
| 3 | Chiyoda-Linie          | Omotesandō • Ōtemachi • Kita-Ayase • Jōban-Linie     |
| 4 | ▉ Odakyū Odawara-Linie | Shinjuku                                             |

## Linien
| Verlauf der Odakyū Odawara-Linie |
| --- |
| Shinjuku • Minami-Shinjuku • Sangūbashi • Yoyogi-Hachiman • Yoyogi-Uehara • Higashi-Kitazawa • Shimo-Kitazawa • Setagaya-Daita • Umegaoka • Gōtokuji • Kyōdō • Chitose-Funabashi • Soshigaya-Ōkura • Seijōgakuen-mae • Kitami • Komae • Izumi-Tamagawa • Noborito • Mukōgaoka-Yūen • Ikuta • Yomiuriland-mae • Yurigaoka • Shin-Yurigaoka • Kakio • Tsurukawa • Tamagawagakuen-mae • Machida • Sagami-Ōno • Odakyū-Sagamihara • Sōbudai-mae • Zama • Ebina • Atsugi • Hon-Atsugi • Aikō-Ishida • Isehara • Tsurumaki-Onsen • Tōkaidaigaku-mae • Hadano • Shibusawa • Shin-Matsuda • Kaisei • Kayama • Tomizu • Hotaruda • Ashigara • Odawara |

## Geschichte
Die Bahngesellschaft Odawara Kyūkō Tetsudō (heutige Odakyū Dentetsu) eröffnete den Bahnhof am 1. April 1927, zusammen mit der gesamten Odakyū Odawara-Linie von Shinjuku nach Odawara. Zu Beginn trug er den Namen Yoyohata-Uehara (代々幡上原), am 15. Oktober 1941 wurde er in Yoyogi-Uehara umbenannt. Aufgrund schwerer Schäden durch einen Luftangriff der United States Army Air Forces während der Endphase des Pazifikkriegs war er vom 1. Juni bis 1. Dezember 1945 geschlossen.
In den 1970er Jahren plante die staatliche U-Bahn-Gesellschaft Teito Kōsokudo Kōtsū Eidan (kurz Eidan), die Chiyoda-Linie in Yoyogi-Uehara mit der Odakyū Odawara-Linie zu verbinden. Als Vorbereitung darauf ersetzte die Odakyū Dentetsu den bestehenden Bahnhof durch einen Neubau und nahm die erweiterte Anlage am 18. Oktober 1977 in Betrieb. Mit der Eröffnung des noch fehlenden Abschnitts zwischen Yoyogi-kōen und Yoyogi-Uehara am 31. März 1978 konnten nun U-Bahnen zur Bahnstrecke durchgebunden werden. 1993 ergänzte Odakyū Dentetsu den Bahnhof um das Einkaufszentrum Acord. Nach der Privatisierung der Eidan ist seit April 2004 das daraus entstandene Unternehmen Tōkyō Metro für den U-Bahn-Betrieb zuständig.